# Jimmy Durante
James Francis „Jimmy” Durante (ur. 10 lutego 1893 w Nowym Jorku, zm. 29 stycznia 1980 w Santa Monica) – amerykański piosenkarz, pianista i aktor.
Zmarł w 1980 roku w wieku 86 lat na zapalenie płuc.

## Wybrana filmografia
- 1932: Mów prościej